# The Offer
The Offer is een Amerikaanse miniserie die vanaf 28 april 2022 uitgezonden werd op de streamingdienst Paramount+. De serie is gebaseerd op de ervaringen van producer Albert S. Ruddy tijdens het maken van de film The Godfather.

## Rolverdeling
Hoofdrollen
- Miles Teller – Albert S. Ruddy
- Matthew Goode – Robert Evans
- Dan Fogler – Francis Ford Coppola
- Burn Gorman – Charles Bluhdorn
- Colin Hanks – Barry Lapidus
- Giovanni Ribisi – Joe Colombo
- Juno Temple – Bettye McCartt

Bijrollen
- Nora Arnezeder – Françoise Glazer
- Patrick Gallo – Mario Puzo
- Frank John Hughes – Frank Sinatra
- Michael Rispoli – Tommy Lucchese
- Jake Cannavale – Caesar
- Lou Ferrigno – Lenny Montana
- Meredith Garretson – Ali MacGraw
- Anthony Skordi – Carlo Gambino
- Josh Zuckerman – Peter Bart
- Anthony Ippolito – Al Pacino
- James Madio – Carmine Vispiciano
- Paul McCrane – Jack Ballard
- Stephanie Koenig – Andrea Eastman
- Danny Nucci – Mario Biaggi
- Derrick Baskin – Leroy "Nicky" Barnes
- Joseph Russo – Joe Gallo
- Branden Williams – Gianni Russo
- Justin Chambers – Marlon Brando
- Carmine Giovinazzo – Sonny Grosso
- Geoffrey Arend – Aram Avakian
- Eric Balfour – Dean Tavoularis
- Maya Butler – Diane Keaton
- Damian Conrad-Davis – James Caan
- Derek Magyar – Robert Duvall
- Nick Pupo – John Cazale
- Zack Schor – Fred Gallo
- Cynthia Aileen Strahan – Talia Shire
- Thomas Joseph Thyne – Gordon Willis

Gastrollen
- Lola Glaudini – Candida Donadio
- Kyle S. More – Bernard Fein
- Billy Magnussen – Robert Redford
- Jean Watts – Ann-Margret
- Kirk Acevedo – Special Agent Hale
- Michael Landes – Vic Damone
- Louis Mandylor – Mickey Cohen
- Ross McCall – Agent Moran
- Lisa Dobbyn – Morgana King
- Charlie Heydt – James T. Aubrey
- Dawn Joyal – Anna Hill Johnstone
- Michael Gandolfini – Andy Calhoun
- Aimee Carrero – Rosie Molina
- Lynn Adrianna Freedman – Madolina Colombo
- Ian Michaels – Robert Towne
- Allen Marsh – Alvin Sargent
- Jake Regal – Arthur Hiller
- Sole Bovelli – Simonetta Stefanelli
- Brandon Sklenar – Burt Reynolds
- David Shalansky – Henry Kissinger

## Afleveringen
| Nr. | Titel                     | Regisseur             | Schrijver(s)                                      | Datum uitzending |
| --- | ------------------------- | --------------------- | ------------------------------------------------- | ---------------- |
| 1 | A Seat at the Table       | Dexter Fletcher       | Michael Tolkin                                    | 28 april 2022    |
| In 1969 ontmoet RAND Corporation-medewerker Albert S. Ruddy in het Chateau Marmont de eigenares Françoise Glazer en vormt een band met haar. Hij ontmoet ook de Sgt. Bilko-acteur Bernard Fein. Ruddy en Fein verkopen met succes de sitcom Hogan's Heroes aan CBS, hoewel Ruddy later de show verlaat omdat hij meer voelt voor de filmindustrie. Hij overtuigt Robert Evans, hoofd productie bij Paramount Pictures, om hem aan te nemen als filmproducent. In New York wordt The Godfather van de auteur Mario Puzo een bestseller en wordt door Paramount gekozen om te verfilmen. Het wordt echter negatief ontvangen door de Italiaans-Amerikaanse gemeenschap, met name door Frank Sinatra, omdat wordt aangenomen dat het personage Johnny Fontane op hem is gebaseerd. Joe Colombo, een van de hoofden van de Five Families, begint een kruistocht om onrechtvaardigheid jegens Italiaans-Amerikanen te bestrijden en richt de Italian-American Civil Rights League op. Vanwege het succes van de roman bellen rivaliserende studio's zoals Warner Bros. Paramount op om te proberen hen te overtuigen de filmrechten te verkopen, maar Evans weet Charles Bluhdorn ervan te overtuigen ze te behouden. Evans geeft Ruddy de opdracht om de film te produceren, die Puzo kiest om het script aan te passen en Francis Ford Coppola om te regisseren. In een poging hen te intimideren om het project stop te zetten, laat Colombo de auto van Ruddy beschieten. |                           |                       |                                                   |                  |
| 2 | Warning Shots             | Dexter Fletcher       | Michael Tolkin & Leslie Greif                     | 28 april 2022    |
| Ruddy heeft met meerdere problemen te kampen om de productie op het goede spoor te krijgen, waaronder Puzo en Coppola die alle tijd nemen voor het script, de voortdurende intimidaties van Colombo, studiodirecteur Barry Lapidus die tussenbeide komt en aandringt op meerdere veranderingen om het budget laag te houden en met het omgaan met de botsende castingidealen van de studio en Coppola. Ze zijn het allemaal eens over Vic Damone voor de rol van Johnny Fontane. Ze ontmoeten hem in Las Vegas nadat Damone reeds interesse toonde in de rol. Hij stemt ermee in om de rol te spelen, hoewel hij later publiek aankondigt dat hij niet in de film zal spelen nadat hij publiekelijk werd geïntimideerd tijdens een van zijn shows. Voor de rol van Michael Corleone dringt Coppola aan op Al Pacino, die Ruddy belooft te krijgen, ondanks dat hij door castingdirecteur Andrea Eastman wordt verteld dat Evans hem nooit zal goedkeuren. Evans gaat ondertussen naar New York en waarschuwt Lapidus om zich nooit meer met hem te bemoeien. Ruddy ontmoet congreslid Mario Biaggi om toestemming te krijgen om in New York te filmen, maar krijgt te horen dat dit niet is toegestaan. Evans krijgt van Colombo een dode rat toegestuurd in een kopie van de roman en hij vlucht terug naar Los Angeles, waar hij hoort dat hij aan het einde van de maand uit zijn functie zal worden ontheven. Ruddy wordt benaderd door Colombo's mannen, die hem meenemen. |                           |                       |                                                   |                  |
| 3 | Fade In                   | Adam Arkin            | Michael Tolkin & Leslie Greif                     | 28 april 2022    |
| Colombo vertelt Ruddy dat hij niet zal toestaan dat de film wordt gemaakt. Ruddy belooft hem dat de film respectvol zal zijn en nodigt Colombo uit om het script te lezen, ondanks dat hij het nog niet heeft en het ook niet af is. Hij laat zijn secretaresse Bettye McCartt stelen wat Puzo en Coppola al hebben en naar New York brengen. Met de belofte dat het woord "maffia" uit het script wordt geschrapt, geeft Colombo zijn zegen voor de film. Coppola arriveert om het script op te halen en wordt naar een locatiescouting gebracht waar ze het huis vinden dat gebruikt zal worden als het huis van de familie Corleone. In Los Angeles sluit Evans zichzelf op in zijn kantoor en negeert hij telefoontjes van Bluhdorn. Bluhdorn krijgt hem eindelijk te pakken en deelt Evans mee dat hij niet zal worden ontslagen, waarbij Evans belooft dat als Love Story en The Godfather floppen, hij de volledige verantwoordelijkheid zal dragen. Françoise toont interesse om Ruddy te helpen met produceren. Ze pakt een van de scenario's op zijn bureau en vergezelt hem naar de studio, waar ze voorstelt aan Evans dat Sinatra Don Vito Corleone moet spelen. Vanwege de stress van zijn belofte aan Bluhdorn, scheldt Evans Ruddy uit over de bemoeienis van Françoise en de lengte van het script, en wijst hij Pacino woedend af zonder zelfs maar zijn screentest te hebben gezien. Ondanks dit en extra dreigementen van bezuinigingen op de film, informeert Puzo hen opgewonden dat Marlon Brando, aan wie hij een brief schreef over het spelen van de Don, heeft teruggeschreven en geïnteresseerd is in het maken van de film. In New York probeert Colombo om te gaan met de vrijlating van Joe Gallo uit de gevangenis. |                           |                       |                                                   |                  |
| 4 | The Right Shade of Yellow | Adam Arkin            | Michael Tolkin & Leslie Greif                     | 5 mei 2022       |
| Er ontstaan spanningen tussen Ruddy en Françoise vanwege zijn geheimhouding over zijn problemen met de film en zijn schijnbare desinteresse om met haar te produceren. Hij bevestigt dit tijdens een relatietherapiesessie en zegt dat produceren alleen van hem hoort te zijn. Ruddy en Evans bespreken de casting van Brando, over wie Evans twijfels uit vanwege zijn moeilijke reputatie en zijn box office-status. Evans weigert opnieuw om Pacino in overweging te nemen. Ruddy, Coppola en Puzo ontmoeten Brando en nemen een screentest met hem op. Coppola reist naar New York om de beelden aan Bluhdorn te laten zien. Die geeft zijn goedkeuring op voorwaarde dat Brando werkt aan een minimumloon en voldoet aan eisen van de studio. Evans zegt boos tegen Ruddy dat hij nooit meer achter zijn rug om moet gaan. De terugslag van de Italiaans-Amerikaanse gemeenschap, evenals van Sinatra en Biaggi, geeft Bluhdorn en Lapidus reden om naar Ruddy te kijken om ervoor te zorgen dat de productie niet uit de hand loopt. In New York kan Ruddy Brando officieel laten tekenen voor de film. Later die dag komt Françoise hem vertellen dat ze hem verlaat en terugkeert naar Frankrijk. De volgende dag krijgt de productie te horen dat de eigenaar van het Corleone-huis niet langer zal toestaan dat de film daar wordt opgenomen en Bluhdorn roept Ruddy op om hem te vertellen dat Ruddy een coproducent zal krijgen. Ruddy weigert, en met de steun van Evans kan hij hen overtuigen om als enige producer aan te laten blijven. Het productieteam gaat erop uit om de casting van Brando en het daaropvolgende groene licht voor de film te vieren, maar Coppola, die nog steeds teleurgesteld is over Pacino, vertrekt. Colombo's mannen arriveren en brengen Ruddy naar hem toe. Nadat Colombo op kantoor was geweest toen Ruddy werd verteld over het huis op Staten Island, laat Colombo de eigenaar oppikken en intimideert hem om hen toe te staan daar nog steeds te filmen, wat Ruddy enorm zenuwachtig maakt. Ruddy ontmoet Bluhdorn om hem te overtuigen om Pacino te casten, opnieuw achter de rug van Evans om. Evans belt Ruddy woedend op en vertelt hem dat om Pacino te casten de rol van Sonny Corleone moet worden gespeeld door James Caan. Als ze Pacino vertellen dat hij is gecast, zijn Ruddy en Andrea ontzet als ze horen dat hij heeft getekend om in een komische film voor MGM te spelen en dus en niet meer beschikbaar is. |                           |                       |                                                   |                  |
| 5 | Kiss the Ring             | Colin Bucksey         | Michael Tolkin & Leslie Greif                     | 12 mei 2022      |
| Gallo start zijn kruistocht tegen Colombo, waarbij hij zijn handlanger Carmine vermoordt en zijn vrachtwagen steelt. Ruddy vraagt Evans om met MGM te onderhandelen om Pacino uit zijn verbintenis te halen. Evans is eindelijk overtuigd van Pacino en weet een deal te sluiten. Hierdoor wordt hij getipt dat Gulf & Western overweegt om Paramount te verkopen. Biaggi blijft problemen veroorzaken voor de productie omdat de filmvergunningen voor hun locaties worden ingetrokken. Colombo regelt een ontmoeting met het congreslid met betrekking tot de FBI die achter hem aan zit, en krijgt de vergunningen hersteld. Het budget stijgt ondanks de bezuinigingen nog steeds boven de prijs van 4 miljoen, dus Ruddy en Coppola ontmoeten Bluhdorn en krijgen het budget verhoogd tot 6 miljoen. Om het begin van de productie te starten wordt de cast verzameld voor een diner waar ze een optreden opvoeren om hun personages te laten zien. Lapidus bevestigt aan Evans dat een verkoop van Paramount wordt overwogen. Colombo roept Ruddy op voor een IARCL-evenement waarin hij Biaggi steunt voor herverkiezing en kondigt zonder medeweten van Ruddy aan dat de IARCL en Gulf & Western een deal hebben bereikt om de inkomsten van de première van de film te doneren aan IARCL-ziekenhuizen. |                           |                       |                                                   |                  |
| 6 | A Stand Up Guy            | Colin Bucksey         | Nikki Toscano                                     | 19 mei 2022      |
| Het nieuws dat Gulf & Western samenwerkt met Colombo bereikt Bluhdorn en Evans, wat Bluhdorn ertoe aanzet om Paramount snel te koop te zetten en Ruddy te ontslaan. Ondanks dat ze niet gerespecteerd wordt door Ruddy, gaat Bettye naar Colombo om hem over het ontslag te vertellen. Hij komt onmiddellijk in actie om problemen voor de productie te veroorzaken als middel om Ruddy te laten herstellen in zijn positie. Terwijl ze bijeenkomen om te stemmen over de verkoop van Paramount met korting aan een Texaanse investeerder, onderbreekt Evans hem en houdt een toespraak om ze te laten heroverwegen. Er wordt besloten dat ze Paramount niet zullen verkopen nadat Bluhdorn van gedachten is veranderd. Coppola informeert Bluhdorn over de inmenging van de maffia en Ruddy wordt opnieuw aangenomen, waardoor hij kan terugkeren en getuige kan zijn van de voltooiing van de eerste productiedag. Als reactie op Gallo beveelt Colombo een aanval tegen hem en Nicky Barnes. |                           |                       |                                                   |                  |
| 7 | Mr. Producer              | Gwyneth Horder-Payton | Kevin J. Hynes                                    | 26 mei 2022      |
| Lapidus blijft problemen met de productie veroorzaken. Hij probeert om Pacino te laten ontslaan en spant samen met Paramount-directeur Jack Ballard en filmredacteur Aram Avakian door onafgemaakte dagopnamen aan Bluhdorn te bezorgen om ook Coppola te laten ontslaan. Op de set heeft Coppola creatieve conflicten met cameraman Gordon Willis over de belichting, het paardenhoofd ziet er te nep uit om te filmen en vanwege de dood van de aanvankelijk ingehuurde acteur wordt Lenny Montana, een van Colombo's mannen, gecast om Luca Brasi te spelen. Ruddy, die ontdekt dat er zonder zijn medeweten dagopnamen naar Bluhdorn worden gestuurd, hoopt de casting van Pacino goed te laten keuren. Om Bluhdorn te overtuigen van Pacino's acteervermogen, halen ze hem naar de set tijdens het filmen van de moordscène in het restaurant, wat grote indruk maakt op Bluhdorn. Bettye vergemakkelijkt met de hulp van Caesar het verkrijgen van een echt paardenhoofd voor de productie. Zodra Ruddy erachter komt dat het Ballard en Avakian zijn die de dagopnamen lekken, laat hij hen ontslaan. Ruddy krijgt sterkere banden met Colombo en is stomverbaasd als hij ziet hoe Colombo wordt neergeschoten tijdens een IARCL-bijeenkomst door een van Gallo's mannen, waar Gallo de goedkeuring voor de aanslag kreeg van Carlo Gambino. Evans' huwelijk met Ali MacGraw komt ten einde. |                           |                       |                                                   |                  |
| 8 | Crossing That Line        | Gwyneth Horder-Payton | Russell Rothberg                                  | 2 juni 2022      |
| Nu Colombo in het ziekenhuis ligt, wil Gallo de IARCL laten ontbinden en de controle over de film overnemen. Een incident tijdens het filmen waarbij Gianni Russo Talia Shire opzettelijk slaat, zet Ruddy ertoe aan om Caan hem echt in elkaar te laten slaan tijdens het filmen van een scène. Ruddy maakt verschillende verschuivingen naar het budget om het filmen op Sicilië mogelijk te maken, maar wanneer Gallo Ruddy aanspreekt in zijn hotelkamer en geld eist, komt het filmen opnieuw in gevaar. Afgeleid van zijn werk en constant afwezig bij de productie, wordt Evans geconfronteerd door Ruddy tijdens het filmfeestje in New York, en Evans maakt een dronken scène voor Bluhdorn. Voordat Ruddy besluit toe te geven aan de eisen van Gallo, hoort hij dat Gallo tijdens zijn verjaardagdiner werd doodgeschoten door Caesar als vergelding voor zijn aanval op Colombo. |                           |                       |                                                   |                  |
| 9 | It's Who We Are           | Adam Arkin            | Nikki Toscano & Mona Mira                         | 9 juni 2022      |
| De crew arriveert in Italië en reist naar Corleone om te filmen. Ruddy laat de crew Corleone echter verlaten zodra hij beseft dat ze met de Italiaanse maffia moeten samenwerken, en laat iedereen naar Forza d'Agrò verhuizen. Evans blijft in zijn neerwaartse spiraal, en als resultaat geeft Bluhdorn Lapidus de opdracht Evans' taken bij Paramount over te nemen. Wanneer hij dit hoort, keert Ruddy terug naar de Verenigde Staten en overtuigt hij Bluhdorn om hem met Evans te laten praten. Na verschillende pogingen komt Ruddy zijn huis binnen via een raam en heeft hij een gesprek met Evans, maar dit brengt hem niet van zijn stuk. Lapidus brengt talloze wijzigingen aan in de werking van de studio en geeft Coppola de opdracht om dertig minuten uit de film te knippen. Bluhdorn arriveert in Los Angeles om Evans officieel te ontslaan, maar tijdens een marketingbijeenkomst keert Evans terug. Bluhdorn biedt Lapidus nog steeds de kans om het over te nemen, maar Lapidus geeft toe dat Evans moet blijven. Evans laat de film de dertig minuten behouden. Bettye onthult aan Ruddy dat ze wil vertrekken om talentenscout te worden. Ruddy regelt een vertoning van de film voor de leden van de crew van Colombo en bezoekt Colombo in het ziekenhuis. |                           |                       |                                                   |                  |
| 10 | Brains and Balls          | Adam Arkin            | Nikki Toscano & Russell Rothberg & Michael Tolkin | 16 juni 2022     |
| De film gaat in maart 1972 in première. Na het succes van Cabaret stelt Lapidus voor om het openingsweekend te boeken. Evans ontmoet Ali in de hoop hun huwelijk nieuw leven in te blazen, maar in plaats daarvan legt ze hem de scheidingspapieren voor. Ze voegt zich echter bij Evans om de première bij te wonen. Ruddy, die op zoek is naar zijn volgende project, schrijft een script voor The Longest Yard en laat Burt Reynolds zich aanmelden. Ruddy kan Evans zijn pitch niet laten horen, omdat Evans wil dat hij zich concentreert op The Godfather. De film is een kritisch en commercieel succes, met meerdere nominaties bij de Academy Awards. Evans sluit een deal met Bluhdorn om Executive Vice President of Production te worden om zelf ook films te kunnen produceren en Ruddy investeert in het talentenbureau van Bettye. Nadat The Godfather onder andere de Oscar won voor Beste Film en de productie van The Godfather Part II op gang komt, vertelt Ruddy Evans dat hij niet zal meewerken aan Part II om The Longest Yard te kunnen maken. Evans staat dit toe. |                           |                       |                                                   |                  |

## Productie
Het project werd aangekondigd in september 2020 om uitgezonden te worden op Paramount+ en om het verhaal te beschrijven vanuit het perspectief van producer Albert S. Ruddy. Armie Hammer werd gecast om hem te spelen in december 2020, maar stopte de volgende maand. Hij werd in mei 2021 vervangen door Miles Teller. In april 2021 werd Dexter Fletcher ingehuurd om verschillende afleveringen te regisseren. Matthew Goode, Giovanni Ribisi, Colin Hanks, Dan Fogler en Juno Temple voegden zich in juni bij de productie en in juli trad Burn Gorman toe als Charles Bludhorn. Justin Chambers heeft een terugkerende rol als Marlon Brando. In oktober voegden Eric Balfour, Michael Gandolfini en Zack Schor zich bij de cast, waarbij Balfour productieontwerper Dean Tavoularis speelde.
Het filmen voor de serie begon in juli 2021, maar werd op 29 juli onderbroken vanwege een positieve COVID-19-test. Op 23 augustus 2021 werd gemeld dat plannen om tussen 25 en 27 augustus te filmen in het Chateau Marmont-hotel in Los Angeles werden geschrapt nadat ze hoorden over een aanhoudend arbeidsconflict daar. De miniserie werd uitgebracht op 28 april 2022, waarbij de eerste drie afleveringen van de miniserie van tien afleveringen onmiddellijk beschikbaar waren en de rest wekelijks op donderdag.

## Trivia
- De serie brengt verschillende castleden van HBO's Band of Brothers weer bij elkaar: Colin Hanks, Ross McCall, Frank John Hughes, James Madio en Kirk Acevedo. Bovendien maakte Dexter Fletcher, één van de regisseurs van deze serie, ook deel uit van de cast.
- Burn Gorman en Juno Temple hadden beiden een rol in de film The Dark Knight Rises.